# Степановка (Окнянский район)
Степановка (укр. Степанівка) — село, относится к Окнянскому району Одесской области Украины.
Население по переписи 2001 года составляло 319 человек. Почтовый индекс — 67912. Телефонный код — 4861. Занимает площадь 0,86 км². Код КОАТУУ — 5123185204.

## Местный совет
67922, Одесская обл., Окнянский р-н, с. Цехановка